# Matjaž Kek
Matjaž Kek (Maribor, 9. rujna 1961.), slovenski je nogometni trener i bivši nogometaš. Izbornik je slovenske nogometne reprezentacije.

## Igračka karijera
Matjaž Kek je rođen 9. rujna 1961. godine u Mariboru. Svoju igračku karijeru započeo je igrajući za NK Maribor 1979. godine. Igrao je na položaju braniča. 1985. godine počeo je igrati za austrijski klub SV Spittal/Drau iz Spittala na Dravi gdje je ostao do 1988. godine kada je počeo igrati za, također, austrijski klub Grazer AK iz Graza. Vratio se je u NK Maribor 1995. godine s kojim je osvojio tri titule prvaka Slovenije i dva kupa.
U 38. godini, 1999. godine prestaje se aktivno baviti nogometom.

## Trenerska karijera
Nakon umirovljenja ostao je u NK Maribor kao pomoćni trener do 2000. kada je postao glavni trener ove momčadi. Diplomirao je na Fakultetu za šport, a 2003. godine dobio je trenersku licencu te 2006. godine UEFA PRO licencu. NK Maribor osvojio je titulu prvaka Slovenije 2001., 2002. i 2003. godine dok je Kek bio trener. Međutim klub je 2006. godine pao u financijsku krizu, a kako iste godine nisu uspjeli osvojiti titulu prvaka, Kek je otpušten. Iste godine trenirao je i Slovensku nogometnu preprezentaciju do 15 i 16 godina.

### Izbornik Slovenije (2006. – 2011.)
3. siječnja 2007. godine, nakon otpuštanja Branka Oblaka, dolazi na mjesto izbornika Slovenske nogometne reprezentacije. Mnogi su smatrali da je on loš izbor, pogotovo nakon neuspjeha u kvalifikacijama za EURO 2008. No, postao je popularan nakon što je Slovenija pobijedila Rusiju u doigravanju i plasirala se na SP 2010.

### Trener HNK Rijeke
Krajem veljače 2013. godine postao je trenerom HNK Rijeke, s kojom je 2014. godine osvojio dva pokala, Hrvatski nogometni kup i Hrvatski nogometni superkup. Uz to, dvije sezone zaredom uspijeva se s HNK Rijekom plasirati u grupnu fazu Europske lige. U sezoni 2016./17. je s Rijekom osvojio titulu prvaka Hrvatske i Hrvatski nogometni kup. Dana 6. listopada 2018. godine nakon poraza u Velikoj Gorici u sklopu 10. kola 1. HNL protiv Gorice od 2:1 podnosi neopozivu ostavku na mjestu trenera kluba.

### Povratak na klupu Slovenije (2018.)
Nakon 5 godina provedenih u Rijeci, Kek u studenom 2018. po drugi put preuzima klupu nogometne reprezentacije Slovenije. S njim se Slovenija plasirala na Europsko prvenstvo 2024. te ostvarila svoj najbolji rezultat na europskim prvenstvima – prolaz u nokaut fazu gdje je, u osmini finala, nakon 120 minuta bez pogodaka, izgubila od Portugala nakon izvođenja jedanaesteraca (3:0). Zanimljivo, portugalski vratar Diogo Costa postao je prvim vratarom koji je obranio tri jedanaesterca na europskim prvenstvima i ukupno četvrtim vratarom kojem je to uspjelo na velikim natjecanjima: to je prije njega pošlo za rukom njegovom sunarodnjaku Ricardu Pereiri (2006.) te hrvatskim vratarima Danijelu Subašiću (2018.) i Dominiku Livakoviću (2022.).

## Priznanja

### Igrač
NK Maribor
- Prvenstvo Slovenije (3): 1996./97., 1997./98., 1998./99.
- Slovenski nogometni kup (2): 1997., 1999.

### Trener
NK Maribor
- Prvenstvo Slovenije (3): 2000./01., 2001./02., 2002./03.
- Slovenski nogometni kup (1): 2004.

HNK Rijeka
- Prva hrvatska nogometna liga (1): 2016./17.
- Hrvatski nogometni kup (2): 2014., 2017.
- Hrvatski nogometni superkup (1): 2014.

## Osobni život
- Matjaž Kek je oženjen i ima jedno dijete. Radio je kao DJ na lokalnoj radijskoj postaji i kao komentator na TV Slovenija.

## Vanjske poveznice
- Oni pobjeđuju: Matjaž Kek, Al Jazeera Balkans, 17. ožujka 2023.